# 奧萊希尼察縣

51°12′N 17°23′E / 51.200°N 17.383°E
奧萊希尼察縣（波蘭語：Powiat oleśnicki），是波蘭的縣份，位於該國西南部，由下西里西亞省負責管轄，首府設於奧萊希尼察，面積1,050平方公里，2009年人口104,047，人口密度每平方公里99人。